# Valby Idrætspark
Valby Idrætspark er et af Nordens største idrætsanlæg beliggende i Valby, København og som primært anvendes til afvikling af fodboldkampe.
Anlægget blev taget i brug i 1939 og består af 28 fodboldbaner, 1 overdækket 7-mandsbane, 1 fodboldstadion, 5 indendørshaller, 1 vandkulturhus, og 4 beachvolly-baner.
Fodboldklubberne Boldklubben Frem, Boldklubben Fremad Valby, Politiets Idrætsforening og Vigerslev Boldklub afvikler alle deres hjemmebanekampe under Dansk Boldspil-Union i Valby Idrætspark.

## Valby Stadion
Valby Stadion, hvor BK Frem og Fremad Valby spiller sine hjemmekampe, har en tilskuerkapacitet på i alt 12.000, hvoraf 4.400 er overdækkede siddepladser.